# Ozarba ochritincta
Ozarba ochritincta är en fjärilsart som beskrevs av Alfred Ernest Wileman och South 1916. Ozarba ochritincta ingår i släktet Ozarba och familjen nattflyn. Inga underarter finns listade i Catalogue of Life.